# Hideo Onchi
Pour les articles homonymes, voir Onchi.
Hideo Onchi (恩地 日出夫, Onchi Hideo), né le 23 janvier 1933 et mort le 20 janvier 2022, est un réalisateur et scénariste japonais.

## Biographie
Né à Tokyo, Hideo Onchi fait ses études à l'université Keiō. Après l'obtention de son diplôme, il intègre la Tōhō et réalise en 1961 son premier film, Wakai ōkami. À la fin des années 1960, la Tōhō produit une série de films d'amour pour adolescents, appelés seishun eiga, avec de jeunes « acteurs maison » comme Yōko Naitō, Wakako Sakai et Yūzō Kayama. Hideo Onchi est l'un des artisans de ce genre avec des films comme Jour de pluie (1966), La Danseuse d'Izu (1967) et Rencontre (1968),.
Dans les années 1970, il tourne pour la télévision des séries telles que Kizu darake no tenshi (1974-1975) avec Ken'ichi Hagiwara, série restée célèbre au Japon pour sa séquence d'ouverture,, Ningen no shōmei (1978) et Kiga kaikyō (1978).
Dans Je voudrais vivre de nouveau (1985), Hideo Onchi s'inspire d'un fait réel pour relater l'histoire d'un clochard qui, se croyant moqué par le chauffeur d'un bus, met le feu au véhicule faisant de nombreuses victimes parmi les passagers.
Il meurt le 20 janvier 2022 à l'âge de 88 ans des suites d'un cancer du poumon dans un hôpital de Yokohama,.
Hideo Onchi a réalisé quinze films et écrit huit scénarios entre 1961 et 2003.

## Filmographie

### Au cinéma
Sauf indication contraire, la filmographie de Hideo Onchi est établie à partir de la base de données JMDb. La mention « +scénariste » indique que Hideo Onchi est aussi auteur du scénario.
- 1961 : Wakai ōkami (若い狼?) +scénariste
- 1962 : Kōkōsei to onna kyōshi : Hijō no seishun (高校生と女教師・非情の青春?) +scénariste
- 1963 : Subarashii akujo (素晴らしい悪女?)
- 1964 : Jotai (女体?) +scénariste
- 1966 : Jour de pluie (あこがれ, Akogare?)[9]
- 1967 : La Danseuse d'Izu (伊豆の踊子, Izu no odoriko?) +scénariste
- 1968 : Rencontre (めぐりあい, Meguri-ai?) +scénariste
- 1968 : Shōwa genroku Tokyo 196X-nen (昭和元禄・TOKYO196X年?)
- 1972 : Koi no natsu (恋の夏?)
- 1974 : Shiawase (しあわせ?) +scénariste
- 1980 : Terra e... (地球へ...?) +scénariste
- 1985 : Je voudrais vivre de nouveau (生きてみたいもう一度・新宿バス放火事件, Ikite mitai mō ichido : Shinjuku basu hōka jiken?) +scénariste
- 1991 : La Rivière Shimanto (四万十川, Shimanto-gawa?)[10]
- 1993 : Kekkon (結婚 佐藤・名取御両家篇?)
- 2003 : Warabi no kō (蕨野行?)

### À la télévision
- 1974 - 1975 : Kizu darake no tenshi (傷だらけの天使?)
- 1978 : Ningen no shōmei (人間の証明?)
- 1978 : Kiga kaikyō (飢餓海峡?)
- 1979 : Sengo saidai no yūkai: Yoshinobu-chan jiken (戦後最大の誘拐 吉展ちゃん事件?)
- 1981 : Kyūkei no kōya (球形の荒野?)

## Distinctions

### Décoration
- 2005 : récipiendaire de l'ordre du Soleil levant[5]

### Récompenses
- 2003 : prix Hōchi du meilleur réalisateur pour Warabi no kō[11]
- 2004 : prix du meilleur réalisateur pour Warabi no kō et prix spécial pour l'ensemble de sa carrière au festival du film de Yokohama